# Pseudosinella spinosa
Pseudosinella spinosa är en urinsektsart som först beskrevs av G. Delamare 1949.  Pseudosinella spinosa ingår i släktet Pseudosinella och familjen brokhoppstjärtar. Inga underarter finns listade i Catalogue of Life.